# 技術顧問
在電影製作中，技術顧問是指為導演提供建議，使其對某一主題的描繪具有說服力的人。顧問的專業知識為電影的演技和場景增添了真實感。
尼波·特·斯特朗赫特是幾部涉及美國原住民的電影的著名技術顧問。